# Echallens
Echallens är en ort och kommun i kantonen Vaud, Schweiz. Kommunen har 6 570 invånare (2023).
Echallens är huvudort  i distriktet Gros-de-Vaud.